# Yūya Oki
Yūya Oki (jap. 沖 悠哉, Oki Yūya; * 22. August 1999 in der Präfektur Ibaraki) ist ein japanischer Fußballspieler.

## Karriere
Yūya Oki erlernte das Fußballspielen in der Jugendmannschaft der Kashima Antlers. Hier unterschrieb er 2018 auch seinen ersten Vertrag. Der Verein aus Kashima spielte in der höchsten japanischen Liga, der J1 League. Nach sechs Spielzeiten, in denen er 59 Ligaspiele für die Antlers bestritt, wechselte er im Januar 2024 zum Zweitligisten Shimizu S-Pulse. Am Ende der Saison 2024 feierte er die Meisterschaft und stieg in die erste Liga auf.

## Erfolge
Shimizu S-Pulse
- Japanischer Zweitligameister: 2024